# Alto (neboder)
Alto First (fr. Tour Alto,), neboder je u Parizu, glavnom gradu Francuske. Smješten je u gradskoj poslovnoj četvrti La Défense.
Kulu je 2020. godine izgradio Bouygues. Zgrada je 160 m od ulice i 150 m od ploče La Défense samo na njezinoj istočnoj fasadi, na ukupno 38 katova. Njegov zaobljeni oblik postupno se širi prema gore i proširuje svoj prostor u prostoru za odmak od 12 cm prema vanjskoj strani rubne grede, na svakom katu. Zahvaljujući ovom jedinstvenom obliku, površina kata ide od 700 m2 u podnožju tornja do 1500 m2 na vrhu. 
Radovi su započeli u rujnu 2016. za isporuku 2020. godine.

## Vanjske poveznice
- Tour Alto